# Adelphobates castaneoticus
Adelphobates castaneoticus é uma espécie de anfíbio da família Dendrobatidae. Endêmica do Brasil, pode ser encontrada no estado do Pará.
Os seus habitats naturais são: florestas subtropicais ou tropicais húmidas de baixa altitude e marismas intermitentes de água doce. Está ameaçada por perda de habitat.

## Descrição
É um sapo muito pequeno, com comprimento do focinho à cloaca de 18 a 23 milímetros; as fêmeas são geralmente maiores que os machos. A superfície dorsal é de cor preta brilhante com manchas, as quais são brancas ou vários tons de amarelo. Há uma mancha amarela ou laranja brilhante onde a perna dianteira se junta ao corpo e mais duas manchas de cores semelhantes em cada lado da articulação do joelho na perna traseira, que se combinam para formar uma única mancha grande quando o animal está parado. Uma outra mancha na parte inferior da panturrilha só é visível por baixo.

## Distribuição
É endêmica da floresta tropical do Brasil central. É conhecido de diversas localidades do estado do Pará; de Cachoeira Juruá, Rio Xingu; de Taperinha, a cerca 300 km ao noroeste;  e da Flona Tapajós, Santarém. Esses locais estão a alguma distância um do outro e é provável que esta rã tenha uma distribuição mais ampla do que se sabe, mas tenha passado despercebida em outras partes de sua área de distribuição. Vive entre a serapilheira no chão da floresta e às vezes sobe na vegetação rasteira.

## Biologia
É diurna e se alimenta de formigas, cupins e outros pequenos invertebrados. Os ovos são depositados no chão, onde são guardados pelo macho. Quando eclodem, ele carrega os girinos para poças temporárias, como buracos de água em árvores e tocos, e caixas de nozes vazias cheias de água no chão da floresta. Aqui os girinos desenvolvem-se rapidamente, devorando larvas de mosquitos, girinos mais pequenos e outras criaturas que partilham estes reservatórios efêmeros, bem como material vegetal de tamanho adequado. Pode atingir a maturidade sexual em cinco a sete meses.

## Conservação
É comum em sua área de distribuição e a tendência populacional parece estável, embora os dados sobre seu estado de conservação sejam de alguma forma insuficientes. Como resultado, a IUCN lista o seu estado de conservação como sendo de menor preocupação. As principais ameaças que enfrenta são a exploração madeireira, a destruição de habitats, os incêndios florestais e a recolha de animais para serem vendidos como animais de estimação num mercado internacional. Existem algumas áreas de conservação dentro do seu alcance.